# شهر اکوستا، فالکون
شهر اکوستا، فالکون (به اسپانیایی: Acosta Municipality, Falcón) یک سکونتگاه مسکونی در ونزوئلا است که در فالکون واقع شده‌است.

## خصوصیات
شهر اکوستا ۱۷٬۰۷۸ نفر جمعیت دارد.